# کریستوفر کازنووه
کریستوفر کازنووه (انگلیسی: Christopher Cazenove؛ ‏ ۱۷ دسامبر ۱۹۴۳ – ۷ آوریل ۲۰۱۰) بازیگر اهل بریتانیا بود. وی بین سال‌های ۱۹۷۰ تا ۲۰۰۹ میلادی فعالیت می‌کرد.
از فیلم‌ها یا برنامه‌های تلویزیونی که وی در آن نقش داشته است، می‌توان به از سرزمینی دور، داستان یک شوالیه، سه مرد و یک خانم کوچک، سوراخ سوزن، ژولیوس سزار و دختری در سوپ من اشاره کرد.